# Kashif & Shanghai Knockout Tournament
De Kashif & Shanghai Knockout Tournament een voetbaltoernooi in Guyana. Het toernooi wordt sinds 1990 jaarlijks gespeeld. Er wordt een knock-outsysteem gehanteerd.

## Winnaars
- 1990/91 : Milerock (Linden) 2-1 Eagles United (Linden)
- 1991/92 : Eagles United (Linden) bt Milerock (Linden)
- 1992/93 : Botafogo (Linden) drw Central Hikers (Linden) [Trophy gedeeld]
- 1993/94 : Camptown (Georgetown) 3-2 Eagles United (Linden)
- 1994/95 : Topp XX (Linden) 2-1 Milerock (Linden)
- 1995/96 : Beacon's (Georgetown) bt Thomas United (Georgetown) [2-0?]
- 1996/97 : Topp XX (Linden) 3-0 Pele (Georgetown)
- 1997/98 : Milerock (Linden) 3-1 Pele (Georgetown)
- 1998/99 : Doc's Khelwalaas (Trinidad) 2-1 Real Victoria Kings
- 1999/00 : Topp XX (Linden) 3-1 Conquerors (Georgetown)
- 2000/01 : Topp XX (Linden) 1-1 Camptown (Georgetown) [4-2 pen]
- 2001/02 : Real Victoria Kings 2-2 Netrockers (Linden) [aet; 5-4 pen]
- 2002/03 : Conquerors (Georgetown) 1-0 Western Tigers (Georgetown)
- 2003/04 : Camptown (Georgetown) 1-0 Topp XX (Linden)
- 2004/05 : Conquerors (Georgetown) 4-1 Dennery (Saint Lucia)
- 2005/06 : Topp XX (Linden) 1-0 Alpha United (Georgetown)
- 2006/07 : Joe Public FC (Trinidad) 1-0 Topp XX (Linden)
- 2007/08 : Alpha United (Georgetown) 1-0 Topp XX (Linden)
- 2008/09 : Pele (Georgetown) 1-0 Camptown (Georgetown)
- 2009/10